# Kozmodemyansk
Huyện Kozmodemyansk (tiếng Nga: ? райо́н) là một huyện hành chính tự quản (raion), của Cộng hòa Mari El, Nga. Huyện có diện tích 67 km², dân số thời điểm ngày 1 tháng 1 năm 2000 là 24700 người. Trung tâm của huyện đóng ở Koz'modem'yansk.